# Песчанка ложнохолодная
Песчанка ложнохолодная (лат. Arenaria pseudofrigida) — вид травянистых растений рода Песчанка (Arenaria) семейства Гвоздичные (Caryophyllaceae).

## Ботаническое описание
Многолетнее растение с плотной дерновиной, с сильно ветвистыми, распростёртыми, опушенными стеблями 4—7 мм длиной. Листья продолговато-обратно-яйцевидные или обратно-яйцевидные, тупые, 4—5 мм длиной, по краям у основания с короткими ресничками.
Цветы на более или менее длинных опушенных цветоножках, в 2—3 раза длиннее чашечки. Чашелистики яйцевидные или овально-ланцетные, 3,5—4 мм длиной с неясными жилками, у основания с слабым опушением. Лепестки продолговатые или овальные, наверху тупые, на треть длиннее чашечки. Коробочка одинаковой длины с чашечкой, иногда несколько длиннее.

## Значение и применение
Поедается северным оленем (Rangifer tarandus). Из-за незначительного распространения серьезного пастбищного значения не имеет.